# Hôtel Willard
L'hôtel Willard, de son nom actuel le Willard InterContinental Washington, est un hôtel de luxe historique de Washington, D.C., situé sur Pennsylvania Avenue, à l'angle avec la 14e Rue, en face de la Freedom Plaza et à deux blocks à l'est de la Maison-Blanche. Outre des chambres et suites luxueuses, l'hôtel possède plusieurs restaurants, le célèbre Round Robin Bar et de grandes salles de réunions. Il fut pendant longtemps le seul hôtel central luxueux de Washington et par conséquent a accueilli un nombre important de personnalités et dignitaires étrangers.

## Historique
L'hôtel accueille des visiteurs depuis 1816, mais a été officiellement fondé par Henri Willard qui l'acheta en 1850. Le bâtiment actuel de douze étages, conçu par l'architecte célèbre pour ses constructions d'hôtels, Henry Janeway Hardenbergh, a ouvert en 1901. L'hôtel souffrit d'un incendie en 1922. En 1946, la famille Willard vendit ses parts. Par suite de problèmes de gestion l'hôtel ferma en 1968. Il s'ensuivit une longue bataille judiciaire à l'issue de laquelle, la Pennsylvania Avenue Development Corporation acheta le bâtiment, organisa une compétition qui récompensa l'Oliver Carr Company et Golding Associates. Les deux partenaires l'intégrèrent alors à l'InterContinental Hotels Group pour en être actionnaire et être les opérateurs de l'hôtel. Le Willard fut alors entièrement restauré et un bâtiment de bureaux lui fut ajouté. L'hôtel rouvrit en grande pompe le 20 août 1986 en présence de plusieurs membres de la Cour suprême et de sénateurs, dont Ted Kennedy. À la fin des années 1990, l'hôtel fut de nouveau rénové.

## Hôtes et événements célèbres
- Le congrès de la Paix du 4 au 24 février 1861, réunissant des délégués de 21 des 34 États américains dans une dernière tentative pour éviter la guerre de Sécession
- Le 23 février 1861, le détective Allan Pinkerton y fit entrer secrètement Abraham Lincoln pour déjouer des tentatives d'assassinat. Il y résida jusqu'à son investiture le 4 mars.
- Tous les présidents américains depuis Franklin Pierce (1853-1857) ont dormi ou assisté à un événement au Willard. Ulysses Grant avait l'habitude de boire un verre et de fumer un cigare, en se détendant dans le lobby (hall). Le folklore, renforcé par la publicité pour l'hôtel, laisse penser que l'origine du mot lobbying viendrait de là, car Grant y était souvent approché par des personnes cherchant ses faveurs. Cependant l'origine du mot est probablement différente puisque le verbe to lobby existait déjà des décennies plus tôt et à l'origine ne faisait pas référence à la politique à Washington.  Les plans de la Société des Nations de Woodrow Wilson ont été bâtis lors des réunions de la Ligue pour le renforcement de la paix (League to Enforce Peace) dans les salons de l'hôtel en 1916. Calvin Coolidge vécut dans l'hôtel durant un mois en 1923 avant que la veuve de Warren G. Harding ne quitte la Maison-Blanche.
- La première réunion de l'American Association for Cancer Research  s'y tint le 7 mai 1907[2].
- Le général John J. Pershing avec plusieurs centaines d'officiers y créa la Reserve Officers Association (ROA)  le 2 octobre 1922
- Martin Luther King, Jr. écrivit son célèbre discours "I Have a Dream" dans une chambre de l'hôtel en 1963 dans les jours précédents la Marche sur Washington.
- Steven Spielberg  y filma en 2001 les scènes finales de son film Minority Report.

Phineas Taylor Barnum, Mark Twain, Walt Whitman, General Tom Thumb, Samuel Morse, le duc de Windsor, Harry Houdini, Gypsy Rose Lee, Gloria Swanson, Emily Dickinson, Jenny Lind ou Charles Dickens comptent parmi les personnalités qui y ont dormi.

## Source
- (en) Cet article est partiellement ou en totalité issu de l’article de Wikipédia en anglais intitulé « Willard InterContinental Washington » (voir la liste des auteurs).